# YLC-4
YLC-4 — мобильная двухкоординатная радиолокационная станция дежурного режима, предназначена для обнаружения и сопровождения баллистических и аэродинамических целей различных классов на средних и больших высотах.

## Тактико Технические Характеристики
- Диапазон частот: 216—220 МГц (дециметровый,P — диапазон)[2]
- Зона обзора
  - Дальность обнаружения: 410 км
  - Азимут: 3600
  - Угол места: 00 — +250
- Надёжность:
  - Время наработки на отказ 500 часов
  - Время восстановления: 0,5 часа
- Передатчик:
  - Выходная мощность: 5,5 кВт
  - Пиковая мощность: 50 кВт
- Скорость вращения антенны: 6 об/мин
- Уровень боковых лепестков антенны: −30dB

## Состав
РЛС состоит из 4 транспортных единиц:
- антенный прицеп
- приёмная кабина с местом оператора
- кабина передатчика
- кабина электропитания (2 дизель-генератора 120 кВт каждый).